# (4512) Sinouhé
(4512) Sinouhé, désignation internationale (4512) Sinuhe, est un astéroïde de la ceinture principale.

## Description
(4512) Sinouhé est un astéroïde de la ceinture principale. Il fut découvert par Yrjö Väisälä le 20 janvier 1939 à Turku. Il présente une orbite caractérisée par un demi-grand axe de 2,76 UA, une excentricité de 0,204 et une inclinaison de 10,311° par rapport à l'écliptique.
Il fut nommé en hommage à Sinouhé, personnage d'un conte qui constitue une des plus anciennes œuvres littéraires de l'Égypte jamais retrouvée.

## Compléments